# 1240

Beleg van Kiev

Het jaar 1240 is het 40e jaar in de 13e eeuw volgens de christelijke jaartelling.

## Gebeurtenissen
mei
- mei - Met de dood van kroonpretendent Skule Bårdsson eindigt in Noorwegen een periode van burgeroorlog van ruim 200 jaar.

juli
- 15 - Slag aan de Neva: Novgorod onder de jonge Alexander Nevski verslaat het binnengevallen leger van Zweden.

augustus
- 21 - Keizer Frederik II plaatst de Abdij van Baindt onder de bescherming van het Rijk.

december
- 6 - De onder leiding van Batu Khan aanvallende Mongolen veroveren en verwoesten Kiev. Einde van het Kievse Rijk.

zonder datum
- De Mongolen onder Godan Khan vallen Centraal Tibet binnen en nemen het klooster Radreng in.
- Stichting van het graafschap Ligny met Hendrik, broer van hertog Hendrik IV van Limburg, als eerste graaf.
- De Universiteit van Siena wordt opgericht.
- Stadsrechten voor Eeklo, Kaprijke en Sint-Winoksbergen.
- Het kasteel van Gaasbeek wordt gebouwd. (jaartal bij benadering)
- Bij een riddertoernooi in Neuss komen circa 60 deelnemende ridders om.
- kloosterstichtingen: abdij van Paix-Dieu (Liek), Gerkesklooster, Minderbroedersklooster Utrecht
- Stadsbrand in Bremen.
- Hendrik II van Brabant trouwt met Sofia van Thüringen.
- Oudst bekende vermelding: Heemse

## Opvolging
- Ajjoebiden (Egypte) - Al-Adil II opgevolgd door zijn halfbroer As-Salih Ayyub
- Bar - Theobald II in opvolging van zijn vader Hendrik II
- Delhi - Razia Sultan opgevolgd door haar broer Muizuddin Bahram
- Luik - Robert van Thorote in opvolging van Willem van Savoye
- patriarch van Constantinopel - Germanus II opgevolgd door Methodius II
- Wales/Gwynedd - Llywelyn ap Iorwerth opgevolgd door zijn zoon Dafydd ap Llywelyn

## Afbeeldingen

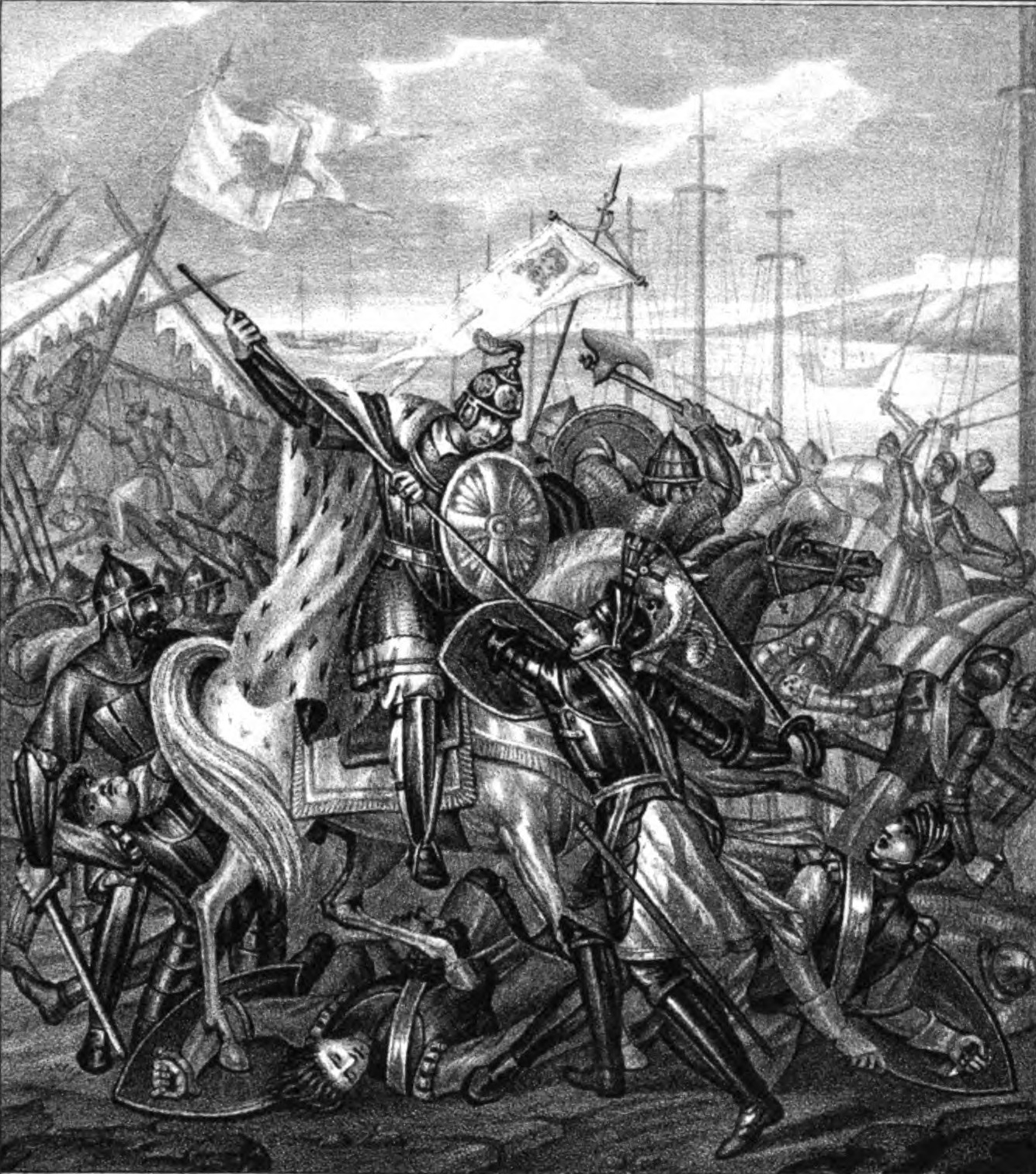
Alexander Nevski verslaat de Zweden
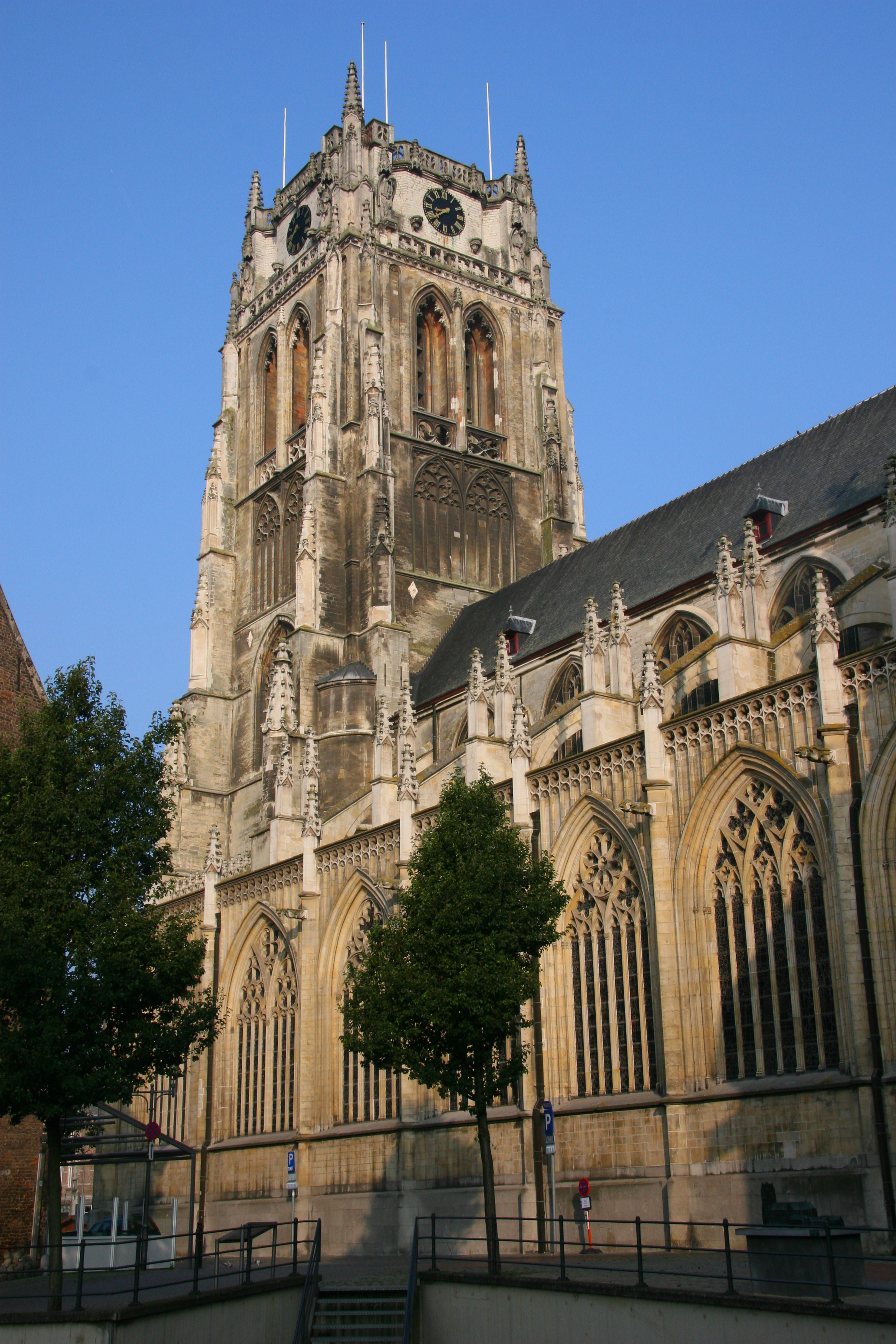
Onze-Lieve-Vrouwebasiliek Tongeren, (her)bouw begonnen 1240
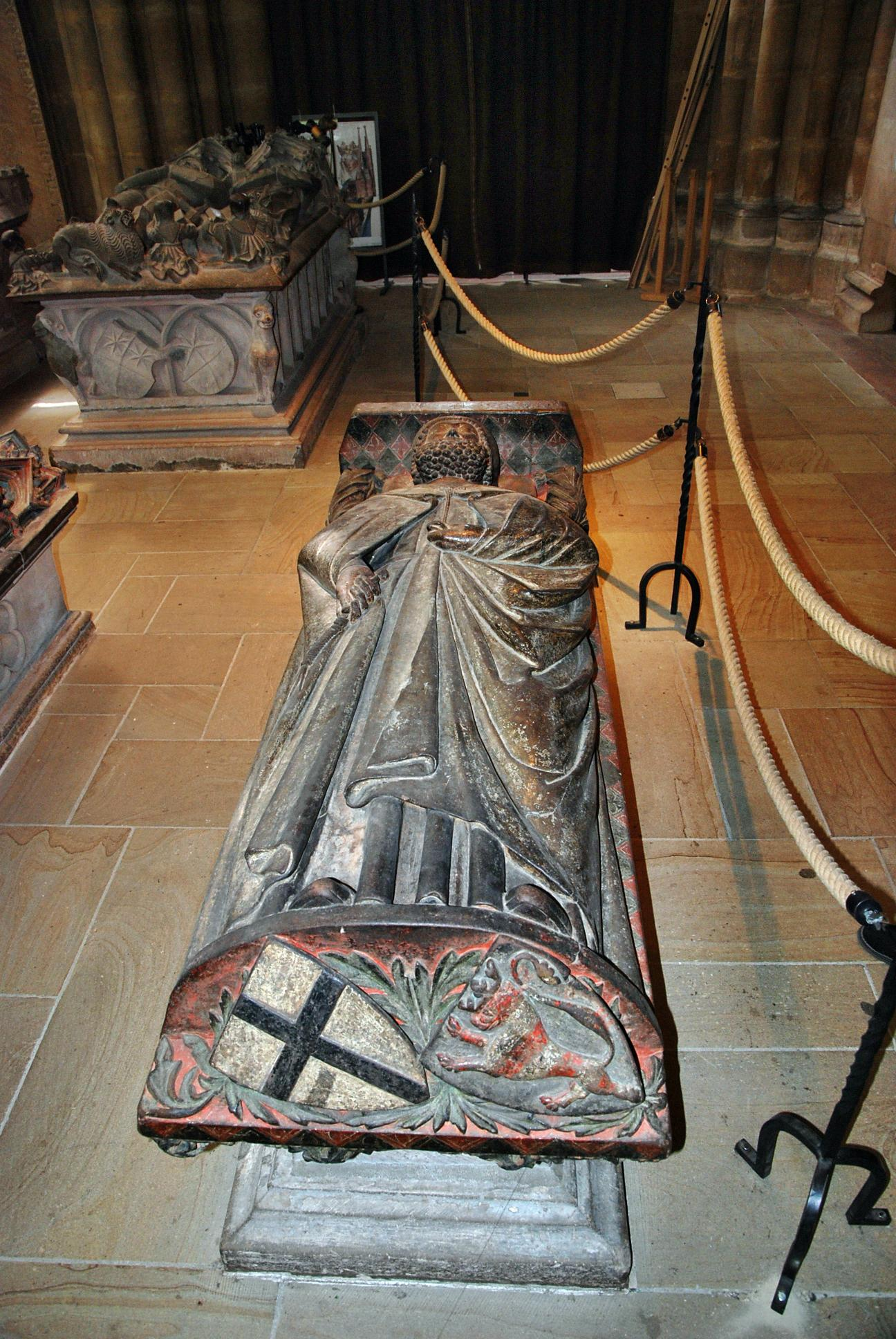
Graftombe van Koenraad I van Thüringen

## Geboren
- Albrecht II, markgraaf van Meissen, landgraaf van Thüringen
- Benedictus XI, paus (1303-1304)
- Magnus I, koning van Zweden (1275-1290)
- Trần Thánh Tông, keizer van Vietnam (1258-1278)
- Willem II van Horne, Zuid-Nederlands edelman
- Adenet le Roi, Brabants minstreel (jaartal bij benadering)
- Albert I, graaf van Gorizia en Tirol (jaartal bij benadering)
- Cimabue, Florentijns kunstenaar (jaartal bij benadering)
- Koenraad I, markgraaf van Brandenburg-Stendal (jaartal bij benadering)
- Yunus Emre, Turks soefi-dichter (jaartal bij benadering)

## Overleden
- 11 april - Llywelyn ap Iorwerth, prins van Wales
- 27 mei - William de Warenne, Engels edelman
- 10 juli - Franciscus van Maldeghem, Vlaams staatsman
- 24 juli - Koenraad I van Thüringen, grootmeester van de Duitse Orde
- 19 augustus - Hartman I (~80), graaf van Württemberg
- 13 oktober - Razia, sultan van Delhi (1236-1240)
- 16 november - ibn Arabi (75), Andalusisch soefi-filosoof
- 6 december - Constance van Hongarije (~60), echtgenote van Ottokar I van Bohemen
- Serapion (~61), Iers monnik
- Raymundus Nonnatus (~36), Spaans monnik
- Skule Bårdsson (~51), Noors tegenkoning
- Agnes van Frankrijk, echtgenote van Alexios II Komnenos en Andronikos I Komnenos (jaartal bij benadering)
- Caesarius van Heisterbach, Duits monnik en schrijver (jaartal bij benadering)